# Roglec
Roglec (bułg. Роглец) – wieś w Bułgarii, w obwodzie Widyń, w gminie Rużinci. Według Ujednoliconego Systemu Ewidencji Ludności oraz Usług Administracyjnych dla Ludności, 15 grudnia 2018 roku miejscowość liczyła 22 mieszkańców.